# ヒメノアズキ
ヒメノアズキ（姫野小豆、学名　Rhynchosia minima）は、マメ科タンキリマメ属の草本。

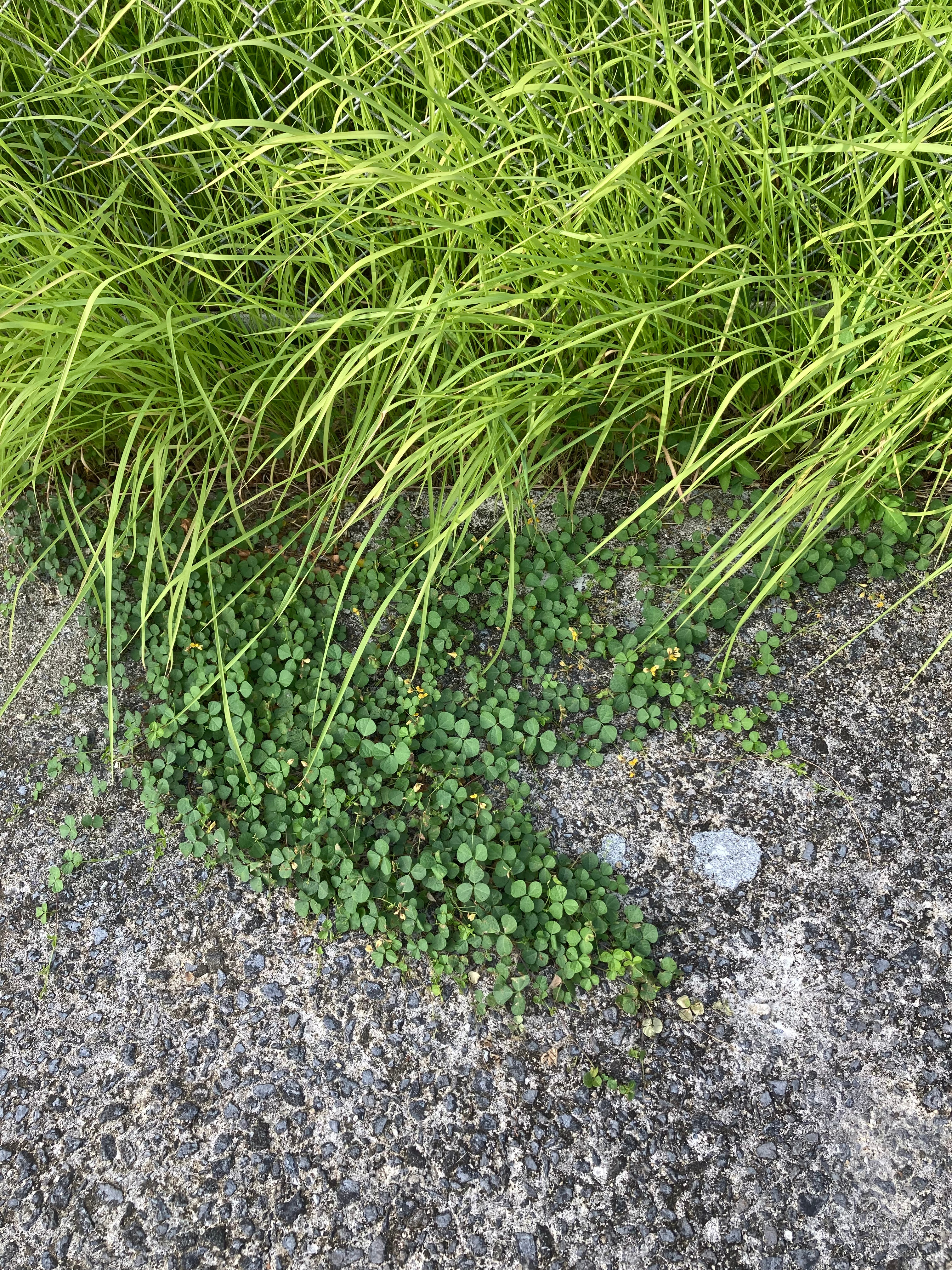
草姿（沖縄県石垣市登野城にて撮影）

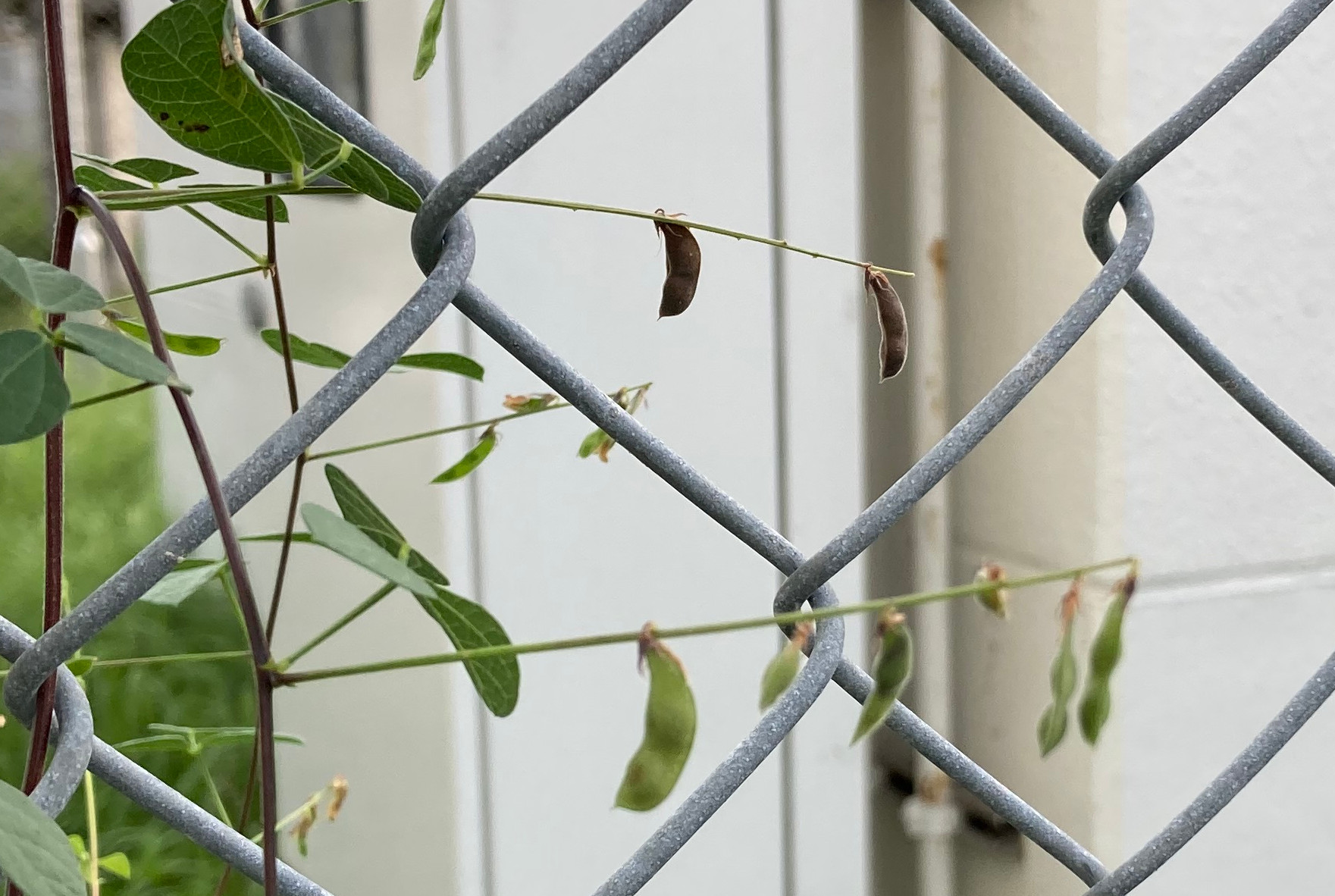
豆果中に2個の種子を含む

## 特徴
つる性の一年草または多年草で全株ほとんど無毛。茎は細く匍匐する。葉は3出小葉からなり、長さ2–5 cm、小葉は長さ・幅ともに1.5–2.5 cmで先は鋭頭～鈍頭、基部は広いくさび形、全縁。３脈がある。葉腋に長さ3–9 cmの総状花序を作り、各花序に7個前後の黄色い花をつける。花冠は黄色で長さは6–10 mmほどで、夕方に開花する。竜骨弁は曲がるが、ねじれは無い。花期は4–10月。果実（豆果）は長さ1.5–2 cm、幅3–4 mmほどで湾曲し、中に2個の種子が入る。

## 分布と生育環境
徳之島以南、沖縄、小笠原（南硫黄島）、中国（雲南省、四川省）、台湾、東南アジア、南アジア、アフリカ、米国南部、中南米、オーストラリアの熱帯～亜熱帯域。ハワイやポリネシア（フィジー、仏領ポリネシア、ニューカレドニア、ニウエ）に帰化。
畑、草地、原野、道端などに生育。

## 利用
飼料、薬用等。ダイズさび病に感受性が高く、その伝染源となり得るため、南米のダイズ圃場等において冬季に本種等の宿主を除去することで、さび病の発生抑制が期待できるとして研究されている。
インドでは伝統医療で用いられてきた。フラバノイドを含み、駆虫作用、抗酸化活性、抗炎症活性などや、根に含まれる酸性多糖の抗がん活性について、それぞれ調べられている。